# Liste des cuirassés italiens
Liste des cuirassés italiens pour la période de 1860 à 1956.

## Cuirassés à coque en fer
- Classe Formidabile :
  - Terribile 1861 - 1904
  - Formidabile 1861 - 1903
- Classe Principe di Carignano :

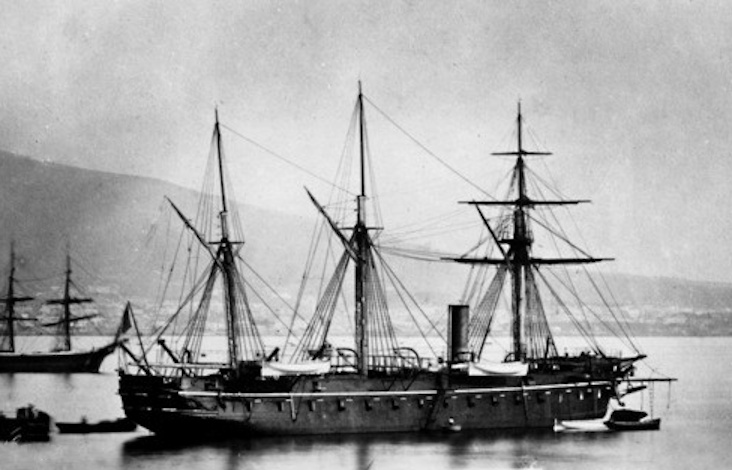
Principe di Carignano

  - Principe di Carignano 1863 - 1900

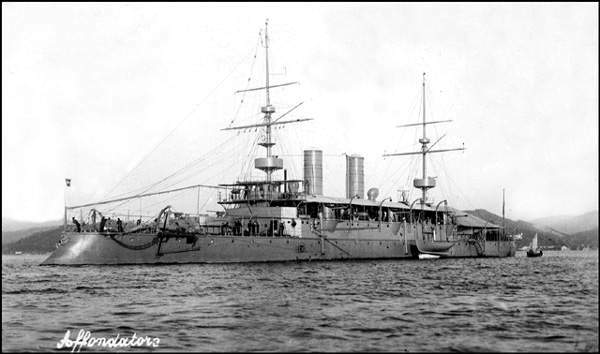
Affondatore

  - Messina 1864 - 1900
  - Conte Verde 1867 - 1900
- Classe Re d'Italia :
  - Re d'Italia 1863 - 1866
  - Re di Portogallo 1863 - 1880
- Classe Regina Maria Pia :
  - Regina Maria Pia 1863 - 1904
  - San Martino 1863 - 1904
  - Castelfidardo 1863 -1910
  - Ancona 1863 - 1904

- Affondatore 1865 - 1907
- Classe Roma :
  - Roma 1865 - 1910
  - Venezia 1869 - 1895
- Classe Principe Amedeo :
  - Principe Amedeo 1872 - 1910
  - Palestro 1871 - 1902

## Cuirassés (à tourelle et barbette)

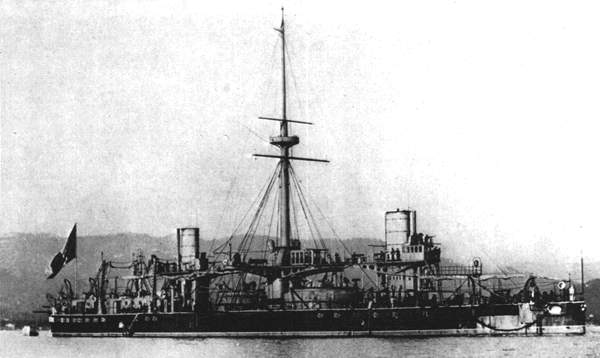
Caio Duilio

- Classe Duilio :
  - Caio Duilio (it) 1876 - 1909
  - Enrico Dandolo 1878 - 1920

## Pré-dreadnought
- Classe Italia (en) :(à tourelle)
  - Italia 1880 - 1921
  - Lepanto (cuirassé) (en) 1883 - 1915
- Classe Ruggiero di Lauria (en) :
  - Ruggiero di Lauria 1884 - 1946
  - Francesco Morosini 1885 - 1909
  - Andrea Doria 1885 - 1929
- Classe Re Umberto :
  - Re Umberto 1888 - 1920
  - Sicilia 1891 - 1923
  - Sardegna 1890 - 1923
- Classe Saint Bon :
  - Ammiraglio di Saint Bon 1897 - 1920

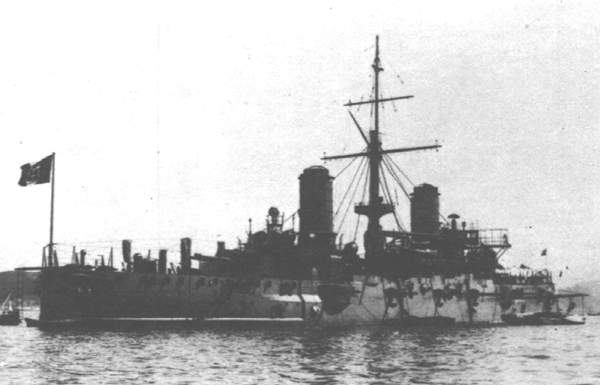
Benedetto Brin

  - Emanuele Filiberto 1897 - 1920

- Classe Regina Margherita :
  - Benedetto Brin 1901 - 1915
  - Regina Margherita 1901 - 1916

- Classe Regina Elena :
  - Napoli 1905 - 1926
  - Regina Elina 1904 - 1923
  - Roma 1907 - 1932
  - Vittorio Emanuele 1904 - 1923

## Dreadnought
- Dante Alighieri 1910 - 1928
- Classe Conte di Cavour :
  - Conte di Cavour 1911 - 1947
  - Giulio Cesare 1911 - 1955
  - Leonardo da Vinci 1911 - 1923
- Classe Andrea Doria :
  - Andrea Doria 1913 - 1956
  - Caio Duilio 1913 - 1956
- Francesco Caracciolo (jamais mis en service) 1920
- Classe Littorio :
  - Littorio 1937 - 1948
  - Vittorio Veneto 1937 - 1948
  - Impero (jamais mis en service) 1938 -1948
  - Roma 1940 - 1943